# Viettesia ornatrix
Viettesia ornatrix là một loài bướm đêm thuộc phân họ Arctiinae, họ Erebidae.